# Walking Truck
Walking Truck ([ˈwɔːkɪŋ trʌk], в пер. с англ. «ходячий грузовик») — экспериментальный военный транспортёр на шагающей подвижной платформе, разработанный и изготовленный в 1967—1968 гг. инженерно-техническими специалистами подразделения сухопутной локомоции Лаборатории средств обеспечения подвижности (Land Locomotion Division, Mobility Systems Laboratory) Автобронетанкового управления Армии США в Уоррене, штат Мичиган, под руководством Рональда Листона. Машина предназначалась для транспортировки малогабаритных грузов по сложнопересечённой местности. Особенностью конструкции машины, отличавшей его от всех иных шагающих машин, было наличие кузова как у обычного грузовика (отсюда и название). Разрабатывался в рамках программ повышения мобильности сухопутных войск, ввиду проблем, обнаружившихся военными контингентами США в странах Юго-Восточной Азии, в особенности в ходе войны во Вьетнаме. Работы над «Ходячим грузовиком» или «Уокин траком» не продвинулись дальше создания деревянных макетов в натуральную величину и одного незавершённого опытного прототипа. К 1969 году, усилия привлечённых кадров были сосредоточены на испытаниях опытного прототипа «четвероногого транспортёра» компании «Дженерал электрик».

## История
Финансирование правительственными структурами США научно-исследовательских и опытно-конструкторских работ по тематике создания шагающих транспортёров началось в 1964 году. Ключевую роль в этом процессе играло Агентство по перспективным научно-исследовательским разработкам США (АРПА). Непосредственное руководство работами в этом направлении было возложено на Автобронетанковое управление Армии США, головным учреждением была назначена Лаборатория средств обеспечения подвижности в структуре данного управления. Начальником подразделения сухопутной локомоции лаборатории и одновременно главным конструктором/инженером проекта являлся Рональд Листон. Официальной целью программы работ было создание «четвероногой шагающей машины» (Quadruped Walking Machine Program). Основными предпосылками к созданию машины такого рода были соображения высокой проходимости, обеспечиваемой шагающими машинами. Из двух предложенных вариантов: двуногого (biped) и четвероногого (quadruped) транспортёра, — был выбран последний. За успехи в деле создания «Ходячего грузовика» конструктор машины — Р. Листон получил специальную премию Министра армии США на проведение исследований по заданной тематике совместно с научными работниками Мичиганского технологического университета, что подчёркивало важность и приоритетность данного направления исследований для военного руководства. Тем не менее, дело шло к завершению активного военного вмешательства США в ход Вьетнамского конфликта и проект «Ходячего грузовика» был вскоре свёрнут.

## Техническое описание

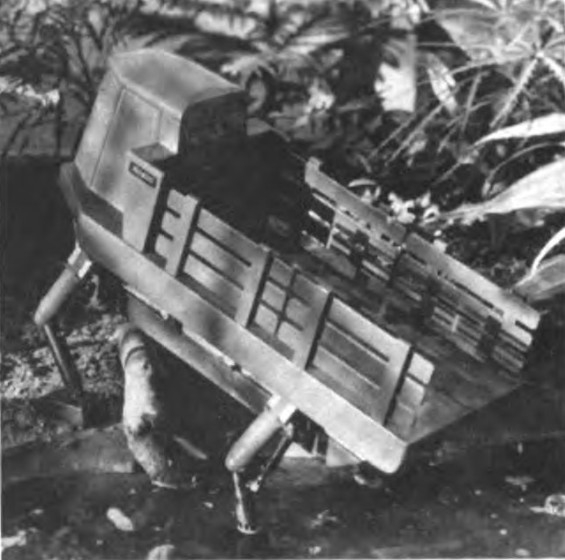
«Ходячий грузовик» выходит на берег (макет)

Габаритные характеристики машины по проекту составляли десять футов (3 м) в длину, десять в высоту и три с половиной (1 м) в ширину, при средней скорости около пяти миль в час (8 км/ч). Проектом также предусматривалось три основных режима передвижения конечностей машины: шагом, рысцой и галлопом. Грузоподъёмность машины по проекту составляла до пятисот фунтов (227 кг). Удельное давление опорных конечностей машины на грунт было изменяемым благодаря использованию различной обувки на нижней части опор, соприкасающейся с грунтом. Конечности машины («ноги») выполняли функцию стабилизации и амортизации движения одновременно и позволяли машине произвольно менять клиренс («приседать») до нулевого значения, что могло потребоваться для преодоления препятствий на пути движения, для снижения видимого силуэта машины при движении в высокой траве, кустарниковых зарослях или низкорослом лесу, а также для проведения погрузочно-разгрузочных работ с перевозимым в кузове военным имуществом или складского хранения/транспортировки самой машины. Основным назначением машины было сопровождение пехоты в труднодоступной местности, куда не могла попасть имеющаяся колёсная и гусеничная техника. Подвеска машины, которая была призвана обеспечить устойчивое положение кабины оператора в пространстве, как ни странно, в своей основе имела наработки, полученные в результате совместной американо-германской программы по созданию основного боевого танка MBT-70. Для лучшей навигации машины в пространстве и на местности, для формирования бортовой электроникой машины текущего маршрута движения в лобовой её части располагалось дальномерно-навигационная система, непрерывно сканировавшая пространство в передней полусфере на предмет формы рельефа местности, преград, для определения наиболее оптимального с точки зрения энергозатрат маршрута движения и выработки необходимого напряжения конечностей. Любые неровности опорной поверхности компенсировались разностью/продолжительностью напряжения на конкретную конечность. Несмотря на то, что размер, форма и расстояние до окружающих предметов местности определялись машиной с достаточно высокой степенью точности, на момент изготовления опытного прототипа работы над дальномерно-навигационной системой не были завершены, ещё рассматривались варианты применения оптических, лазерных, эхолокационных, микроволновых дальномерных устройств.